# Ilhas Marshall nos Jogos Olímpicos de Verão de 2008
As Ilhas Marshall participaram dos Jogos Olímpicos de Verão de 2008, em Pequim, na China. Como obteve reconhecimento do Comitê Olímpico Internacional apenas em 2007, essa foi a primeira vez que o país participou dos Jogos.

## Desempenho

### Atletismo
| Atleta              | Prova           | Elims.  | Elims. | Quartas     | Quartas     | Semifinal   | Semifinal   | Final       | Final       |
| Atleta              | Prova           | Res.    | Pos.   | Res.        | Pos.        | Res.        | Pos.        | Res.        | Pos.        |
| ------------------- | --------------- | ------- | ------ | ----------- | ----------- | ----------- | ----------- | ----------- | ----------- |
| Roman William Cress | 100 m masculino | 11s18   | 72º    | Não avançou | Não avançou | Não avançou | Não avançou | Não avançou | Não avançou |
| Haley Nemra         | 800 m feminino  | 2m18s83 | 37º    | Não avançou | Não avançou | Não avançou | Não avançou | Não avançou | Não avançou |

### Natação
| Atleta            | Prova                  | Elims. | Elims. | Semifinal   | Semifinal   | Final       | Final       |
| Atleta            | Prova                  | Tempo  | Pos.   | Tempo       | Pos.        | Tempo       | Pos.        |
| ----------------- | ---------------------- | ------ | ------ | ----------- | ----------- | ----------- | ----------- |
| Jared J. Heine    | 100 m costas masculino | 58.86  | 42     | Não avançou | Não avançou | Não avançou | Não avançou |
| Julianne Kirchner | 50 m livre feminino    | 30.42  | 75     | Não avançou | Não avançou | Não avançou | Não avançou |

### Taekwondo
Masculino
| Atleta     | Categ. | Fase de 16             | Quartas                | Semifinais             | Repescagem Quartas     | Repescagem Semifinais  | Final                  |
| Atleta     | Categ. | Adversário e resultado | Adversário e resultado | Adversário e resultado | Adversário e resultado | Adversário e resultado | Adversário e resultado |
| ---------- | ------ | ---------------------- | ---------------------- | ---------------------- | ---------------------- | ---------------------- | ---------------------- |
| Anju Jason | −80 kg | GBR A. Cook D 7-0      | Não avançou            | Não avançou            | Não avançou            | Não avançou            | Não avançou            |